# Vlag van Elden

Dorpsvlag Elden

De vlag van Elden is de dorpsvlag van het Nederlandse dorp Elden. In de vlag van het dorp staan drie pruimenbomen afgebeeld. Het ras 'Eldense Blauwe' werd in de regio veel gekweekt. De drie pruimenbomen staat symbool voor het dorp en geeft Elden aan als fruit- en tuingebied. Ook op het wapen van Elden komen de drie pruimenbomen terug.

Wapen van Elden

Acquoy
· Beekbergen-Lieren
· Beemte Broekland
· Bemmel
· Bennekom
· Bredevoort
· Deil
· Doornenburg
· Ederveen
· Elden
· Emst
· Enspijk
· Epse
· Gameren
· Gellicum
· Groenlo
· Harskamp
· Herwijnen
· Heukelum
· Heveadorp
· Hoenderloo
· Kerkdriel
· Klarenbeek
· Kootwijkerbroek
· Laag-Keppel
· Lathum
· Leuvenum
· Loenen
· Loil
· Meteren
· Netterden
· Oosterhuizen
· Radio Kootwijk
· Rumpt
· Schaarsbergen
· Spijk
· Stroe
· Teuge
· Uddel
· Ugchelen
· Vaassen
· Vierhouten
· Voorthuizen
· Vredenburg/Kronenburg